# Hopkinsia anoectocolea
Hopkinsia anoectocolea là một loài thực vật có hoa trong họ Anarthriaceae. Loài này được (F.Muell.) D.F.Cutler mô tả khoa học đầu tiên năm 1967.